# Gwendoline Daudet
Gwendoline Daudet is een shorttrackster uit Frankrijk.
Op de Europese kampioenschappen shorttrack 2018 reed Daudet op de aflossing naar een bronzen medaille. Drie jaar later, op de Europese kampioenschappen shorttrack 2021 werd dit een gouden medaille. Datzelfde jaar, op de Wereldkampioenschappen shorttrack 2021 reed ze een zilveren medaille op de aflossing.

## Records
| Afstand    | Tijd     | Datum             | Baan           |
| ---------- | -------- | ----------------- | -------------- |
| 500 meter  | 44,727   | 1 november 2019   | Salt Lake City |
| 1000 meter | 1:34,836 | 10 september 2017 | Heerenveen     |
| 1500 meter | 2:24,667 | 7 februari 2020   | Dresden        |